# Mark Gillespie (Fußballspieler)
Mark Joseph Gillespie (* 27. März 1992 in Newcastle upon Tyne) ist ein englischer Fußballtorhüter, der bei Newcastle United in der englischen Premier League unter Vertrag steht.

## Karriere
Mark Gillespie begann seine Karriere in seiner Geburtsstadt bei Newcastle United. Als 16-Jähriger wechselte er zu Carlisle United. Am 8. Mai 2010, dem letzten Spieltag der Drittligasaison 2009/10, gab Gillespie sein Debüt als Profi gegen Norwich City. Beim 2:0-Auswärtssieg wurde er in der 89. Minute eingewechselt. Gillespie wurde mit 18 Jahren und 42 Tagen bei seinem Debüt zum jüngsten Torhüter in der Vereinsgeschichte von Carlisle und löste Rekordhalter Tony Caig ab. In der Saison 2010/11 spielte der Torhüter leihweise bei den Blyth Spartans in der National League. Für den Verein 20 km nordwestlich von Newcastle gelegen absolvierte er neun Ligaspiele. Nach seiner Rückkehr nach Carlisle absolvierte er am 4. September 2012 gegen Preston North End in der Football League Trophy sein erstes Spiel in der Startelf. Eine Woche später hütete er das Tor im Drittligaspiel gegen Hartlepool United. Bis zum Ende der Saison konnte er den Stammplatz gegenüber dem eigentlichen Stammtorhüter Adam Collin halten. Ab dem Jahr 2013 verlor er den Platz an Jordan Pickford, der vom AFC Sunderland ausgeliehen wurde, später in der Saison an Ben Amos, ausgeliehen von Manchester United. Danach war er Ersatz hinter Dan Hanford. Nachdem der Verein in die vierte Liga abgestiegen war, wurde Gillespie Stammtorwart unter Keith Curle. Im Juni 2017 ging er zum Drittligisten FC Walsall. Bereits ein Jahr später wechselte er nach Schottland zum FC Motherwell.
Nachdem sein Vertrag in Motherwell ausgelaufen war, wechselte er im Juli 2020 in seine Geburtsstadt zu Newcastle United.